# Zacatzontli

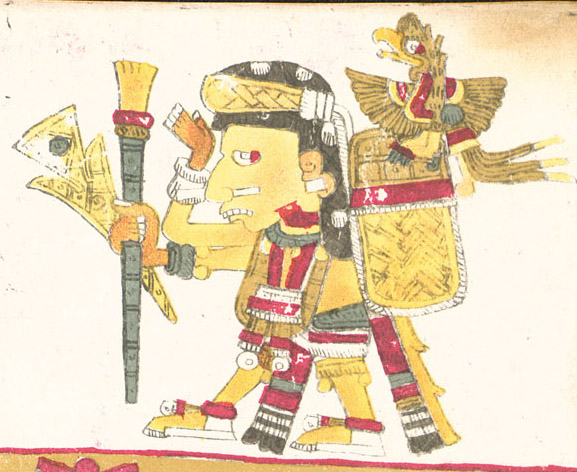
Zacatzontli descrito no Códice Borgia, que mostra-o levando uma ave como representação do dia.

Zacatzontli é na mitologia asteca o deus protetor do caminho do dia. Entre seus irmãos encontram-se Tlacotzontli e Yacatecuhtli. Zacatzontli protegia aos que iam de viagem durante as horas do dia.